# Монголска революция (1921)
Монголската революция от 1921 г. е военно и политическо събитие, при което монголските революционери, с помощта на съветската Червена армия, изгонват руските белогвардейци от страната и основават Монголската народна република през 1924 г.
Въпреки че е номинално независима, Монголската народна република е сателитна държава на СССР до третата монголска революция през януари 1990 г. Революцията също слага край на окупацията на Монголия от китайското правителство на Бейян, започнала през 1919 г.

## Предпоставки
Външна Монголия, която обявява независимост от Република Китай през 1911 г., след Октомврийската революция от 1917 г., всъщност губи подкрепата на Русия. При тези условия китайското правителство на Дуан Цируй поема курс за премахване на новопровъзгласеното монголско ханство. През 1919 г. китайският корпус под командването на генерал Сю Шуджън окупира столицата на страната Урга. През следващата половин година всички институции на автономна Монголия са разпуснати; монголският монарх Богдо Геген VIII е лишен от власт.
Китайската окупация на страната предизвиква недоволство сред широките слоеве на монголското общество, за разлика от част от колаборационисткото висше благородство. Най-голямо недоволство проявява будисткото духовенство и персоналът на държавните и армейските служители, които остават без работа след ликвидирането на държавността на Монголия. Именно от тази социална прослойка произлизат първите монголски революционери.

## История

### Ургинска съпротива
През 1919 – 1920 г. в Урга се формират две нелегални антикитайски групи, които по-късно получават имената „Консулски хълм“ и „Източен Хуре“. Първата от тях е ръководена от Догсомин Боду, високообразован 35-годишен лама, който работи под ръководството на Богдо Хан в руското консулство в Урга; Хорлогиин Чойбалсан живее в една юрта с него. И двамата се запознават с един от болшевиките от Урга, Михаил Кучеренко, наборчик в руско-монголска печатница.
Лидерите на втория кръг, „Източно Хуре“, са Солиин Данзан, бивш служител на Министерството на финансите, и Дансрабилегийн Догсом от Министерството на войната. Един от по-малко забележителните членове на групата е Дамдин Сукхе-Батор, сержант в разпуснатата монголска армия. Появата на „Източно хуре“ датира от средата на ноември 1919 г., когато някои от долната камара на монголския хурал, включително Данзан и Догсом, се събират тайно в нощта след разпускането му и решават да се противопоставят на китайците. Два пъти се обръщат към Богд хан с молба за благословията му за въоръжено въстание и двата пъти получават съвет да бъдат търпеливи. Групата планира да превземе арсеналите на армията на Урга, но силна китайска охрана около арсеналите и внимателното охраняване из града осуетяват тези планове.

### Създаване на МНП и делегация в Русия
Руската диаспора в Урга избира своеобразната си „градска дума“, в която болшевишки симпатизанти заемат властта. В началото на март 1920 г. тази Дума изпраща И. А. Сороковиков в Иркутск, който между другото съобщава за съществуването на националистически „Консулски хълм“ в града и за контактите си с тях. След завръщането на Сороковиков от Иркутск и на двете групи от Урга е обещана пълна подкрепа и е изпратена покана за Иркутск.
Взаимната покана за Иркутск изиграва консолидираща роля и за двете групи, които преди това се дистанцират една от друга. Ако до този момент „Консулският хълм“ е на сравнително прогресивна позиция, а „Източно хуре“ се придържа към националистически-консервативни възгледи, то през лятото на 1920 г. те успяват да изработят съвместна програма. На среща на 25 юли двете групи се обединяват, за да създадат Монголска народна партия (МНП) полагат партийна клетва и назначават Данзан и Чойбалсан за делегати.
В началото на юли Данзан и Чойбалсан пристигат във Верхнеудинск, столицата на буферната държава, създадена от РСФСР, Далекоизточна република, където се срещат с представителя на Коминтерна Б. З. Шумятски. Накрая до Урга е изпратена шифрована телеграма, уведомяваща МНП за необходимостта от официално писмо с искане Богдо хан за съветска помощ срещу китайците.
При пристигането си в Иркутск делегатите се срещат с ръководителя на бъдещия далекоизточен секретариат на Коминтерна и представят молба за военна подкрепа и предоставяне на 10 хиляди пушки. Скоро това искане е формулирано в ново писмо, което вече от името на МНПА е адресирано до Омския революционен комитет.
Непосредствено преди раздялата групата формулира революционен манифест: според него монголското благородство е лишено от наследствени привилегии и монархията на Богдо хан е заменена от народно правителство. Документът съдържа молба към РСФСР за незабавна военна помощ.

### Преговори за военна помощ
При пристигането си в Омск монголците научават, че решенията, които искат, могат да бъдат взети само в столицата. В Москва, където Данзан, Догсом и Лосол достигат до средата на септември, те се срещат със съветски и коминтерновски служители в продължение на месец, включително Владимир Ленин, без да получат конкретни отговори и обещания. Въпреки това, когато през октомври белогвардейската азиатска кавалерийска дивизия под командването на Унгерн-Щернберг навлиза в Монголия и в края на месеца обсажда Урга, съветското правителство е принудено да ускори решението по монголския въпрос. На 10 ноември монголските делегати са спешно свикани на среща и информирани, че МНП незабавно ще получи цялата необходима военна подкрепа. В същото време е решено да се помогне на военните формирования на монголските революционери в поражението на Унгерн от силите на Червената армия.
Когато става известно, че китайският гарнизон на Урга успешно отблъсква атаката, съветската стратегия се променя – решено е единствената 5-та армия в източната част на страната, вече значително демобилизирана, да бъде оставена в границите и на 28 ноември решението за нахлуване е отменено. Съветското правителство се опитва да предложи военна помощ срещу Унгерн на Република Китай, но в началото на 1921 г. китайската страна отхвърля това предложение.
Междувременно Унгерн-Щернберг отново щурмува Урга; На 4 февруари 1921 г., след ожесточени битки, останалите от китайския гарнизон напускат града в паника; Китайската администрация на Ховд и Улясутай заминава за Синдзян. Богдо-ханската монархия е възстановена. Тази новина отново променя съветските планове. На пленарната сесия на Коминтерна в Иркутск на 10 февруари е приета резолюция за „... подпомагане на борбата на монголския народ за свобода и независимост с пари, оръжие и военни инструктори“.

### Образуване на Народното правителство
На 1-3 март 1921 г. в Кяхта се провежда Първият конгрес на МНП. Тайно от китайците на първата среща се събират 17 души, а на втората - 26. Одобрено е създаването на армия, ръководена от Сухе-Батор, към която са командировани двама съветски съветници (началник на щаба от април - Литвинцев). Избран е Централният комитет на МНП начело с Данзан и един представител на Коминтерна. Приет е манифестът на партията, написан от бурятския деец Цибен Жамцарано.
На 13 март е сформирано временното народно правителство, състоящо се от седем души, което скоро е оглавено от Боду. На 18 март монголската армия се увеличава до 400 души. Благодарение на доброволци и военна служба тя побеждава китайския гарнизон на монголското село Маймачен, съседно на руския град Кяхта. Партията издава прокламация, в която обявява съставянето на правителство, изгонването на китайците и обещава да свика конгрес на народните представители за избиране на постоянно правителство.

### Бойни действия
През март-април съветските и далекоизточните войски се съсредоточават близо до границата с Монголия. Числеността на монголската армия нараства до 800 души. В края на май Унгерн атакува Кяхта, но е отблъснат с големи загуби. След като научава за поражението на Унгерн, той преминава на страната на революционерите Хатан-Батор Максаржав; въпреки това контраатаката на Сухе-Батор на 11 юни се проваля и дивизията на Унгерн предприема рейд към съветска Бурятия, където, въпреки че нанася значителни загуби на червените, не променя фундаментално баланса на силите и се оттегля на юг. В крайна сметка в дивизията избухва бунт; На 19 август Унгерн е заловен от монголите на Бишерелту-гун, а след това всички са заловени от червените партизани на Щетинкин.
На 28 юни 1921 г. съветско-монголските части пресичат границата на Монголия, а на 6 юли влизат в Урга, изоставена от белогвардейците.

### Първи реформи
На 9 юли 1921 г. Богд Хан получава писмо, в което лидерите на революцията го информират, че всички порядки в страната, с изключение на религията, ще бъдат преразгледани и реформирани. На следващия ден Централният комитет издава заповед за сформиране на ново правителство, оглавено от Боду, докато Богдо Хан е провъзгласен за ограничен монарх. На 11 юли той отново е церемониално повторно въведен.
След смъртта на Богдо Геген на 17 април 1924 г. монархията в страната е окончателно премахната. На 26 ноември е създадена Монголска народна република.